# Limbiate
Limbiate est une ville italienne de la province de Monza et de la Brianza, dans la région de la Lombardie.

## Administration
| Période                                  | Période | Identité | Étiquette | Qualité |
| ---------------------------------------- | ------- | -------- | --------- | ------- |
|                                          |         |          |           |         |
| Les données manquantes sont à compléter. |         |          |           |         |

### Hameaux
Pinzano, Villaggio dei Giovi, Mombello, Villaggio del sole.

### Communes limitrophes
Bovisio-Masciago, Solaro, Cesate, Varedo, Paderno Dugnano, Senago.

## Personnalités liées
- Enrico Bernardo
- Achille Cattaneo
- Ornella Ferrara
- Luigi Lugiato (1944-), physicien, est né à Limbiate ;
- Luigi Merati (1944-) dessinateur de bande dessinée , est né à Limbiate ;
- Grazia Letizia Veronese
- Dario Sangiovanni (1984-), physicien, y a fait ses études.